# Langast
 Langast (en bretó Lanwal, gal·ló Langau) és un municipi francès, situat a la regió de Bretanya, al departament de Costes del Nord. L'any 1999 tenia 646 habitants.

## Demografia
| 1962                                       | 1968 | 1975 | 1982 | 1990 | 1999 |
| ------------------------------------------ | ---- | ---- | ---- | ---- | ---- |
| 709                                        | 778  | 695  | 645  | 653  | 646  |
| Des de 1962: població sense dobles comptes |      |      |      |      |      |

## Administració
| Període | Identitat               | Partit        |
| ------- | ----------------------- | ------------- |
| -2008   | Jean-Baptiste Berthelot |               |
| 2008-   | Yvon Le Jan             | Divers gauche |